# Meyer Schapiro

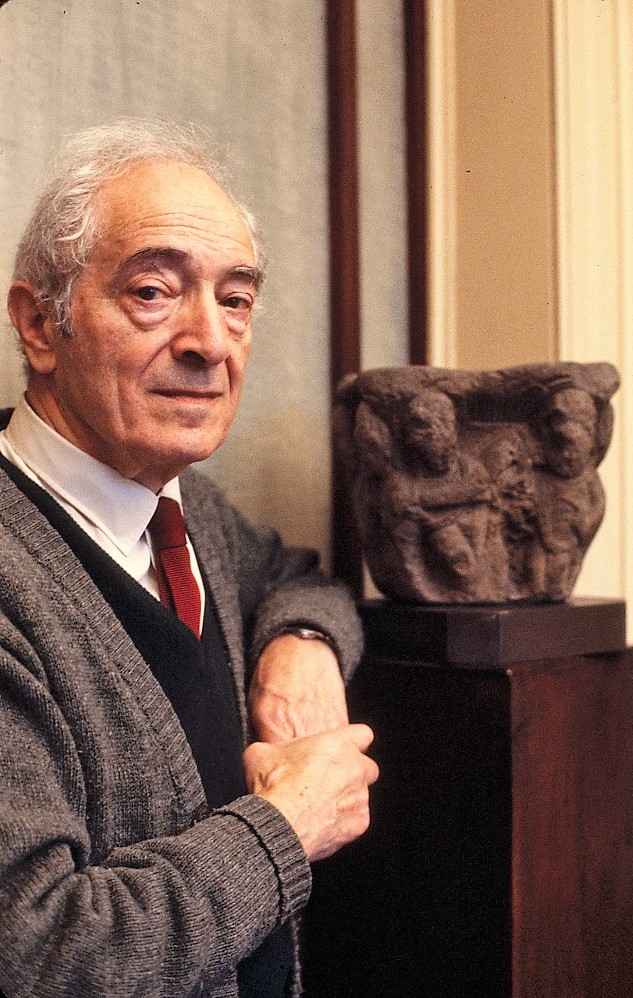
Meyer Schapiro, 1981

Meyer Schapiro (* 23. September 1904 in Schaulen, Gouvernement Kowno, Russisches Kaiserreich; † 3. März 1996 in New York City) war ein US-amerikanischer Kunsthistoriker litauisch-jüdischer Abstammung.

## Kindheit und Jugend
Meyer Schapiro wurde als zweiter Sohn jüdischer Eltern in Litauen geboren. Seine Eltern waren Nachkommen Talmudgelehrter.
Aufgrund des ansteigenden Antisemitismus in Russland, zu dem Litauen um diese Zeit gehörte, entschloss sich sein Vater Nathan Menachem Schapiro, 1906 in die USA zu emigrieren. Plan des Vaters war es, zunächst Arbeit zu finden, um später mit dem ersparten Geld die Familie nachzuholen. Der Vater arbeitete nach seiner Ankunft im New Yorker Stadtteil Lower East Side als Hebräisch-Lehrer. Schon nach einem Jahr hatte Nathan Menachem Schapiro genug Geld, um es seiner Familie zu schicken. Diese folgten ihm 1907 in die USA. Zusammen mit seiner Mutter, Fanny Adelman Schapiro, und seinem älteren Bruder Morris Schapiro kam Meyer, damals 3 Jahre alt, auf Ellis Island an. Dort wurden die Formalitäten bezüglich der Einreise in die USA geklärt. Auf Ellis Island wurde sein ursprünglicher Name „Meir“ (so der eigentliche Vorname Schapiros) in Meyer abgeändert. Mit seiner Familie zog er nach Brownsville, einem Stadtbezirk von Brooklyn. Sein Vater arbeitete in der Zeit als erfolgreicher Kordel- und Papierhändler.

### Schulzeit
Meyer Schapiro ging in Brooklyn zur Schule. Zuerst auf die „Public School 84“, später dann auf die Boys High School, die er 1920 im Alter von 16 Jahren erfolgreich abschloss und wo er durchgehend gute Noten in den Fächern Latein und Mathematik erhielt. Er nahm in seiner Freizeit an verschiedenen Vorlesungen der Young People’s Socialist League über Anthropologie und Wirtschaftswissenschaften teil. Während seiner Schulzeit beschäftigte er sich zudem, von seinen Eltern ermutigt, unter anderem mit Fotografie und der Entwicklung der Bilder, beides lernte er in einer Klasse von John French Sloan.

## Akademisches Wirken
Schapiro verbrachte seine ganze berufliche Karriere an der Columbia University in New York. Nach seinem dortigen Studium, unter anderem bei Mark Van Doren und Franz Boas, wurde er 1928 Assistenzprofessor, noch bevor er 1929 seine Dissertation über das romanische Kloster Moissac abgeschlossen hatte. 1952 erhielt er an seiner Alma Mater eine ordentliche Professur. Schapiros früher Schwerpunkt lag bei der Modernen Kunst, unter anderem veröffentlichte er Bücher über Pablo Picasso und Paul Cézanne. Er verfasste 1939 zwei grundlegende Aufsätze über Romanische Skulptur und mittelalterliche spanisch-arabische Kunst. 1950 war er an der Seite Barnett Newmans, den er heimlich mit gelehrten Argumenten gegen seinen Widersacher Erwin Panofsky unterstützte, an der sogenannten Vir Heroicus Sublimis-Kontroverse beteiligt.
Meyer Schapiro zeigte in seinen Werken, dass der künstlerische Stil nicht nur zur Identifizierung von Kunstperioden benutzt werden kann, sondern auch als konkretes Untersuchungsmittel. Nach Schapiro ist der Stil eines Kunstwerk nicht nur durch formale und optische Qualitäten gegeben, sondern gibt auch Aufschluss über soziale und ökonomische Verhältnisse, unter denen das Werk entstanden ist. Ein Kunstwerk enthüllt somit auch kulturelle Vorstellungen und normative Werte einer Gesellschaft. Weiterhin gibt die Art der Beschreibung von Kunstwerken auch Aufschluss über unsere eigene Zeit. Aus der Art wie Historiker über Kunstwerke schreiben, ergeben sich Rückschlüsse auf ihren eigenen kulturellen Kontext. Schapiro sei ein Kunsthistoriker, der Fragen stellt, bevor er etwas behauptet stellt Werner Hofmann bei seiner Laudatio zur Verleihung des Aby M. Warburg Preises fest.
Während seiner ganzen Karriere wurden ihm seine marxistischen Auffassungen vorgeworfen, nicht nur die kunstwissenschaftlich revolutionäre Analyse des Stilwandels in soziologischen Begriffen, sondern seine Gesinnung. Die New Yorker Kunstkritikerin Barbara Rose, eine Schülerin Schapiros, bewunderte seine politische Gradlinigkeit. Schapiro sei einer der ganz wenigen gewesen, die sich nicht vom Sozialismus abwandten, wie man es in den fünfziger Jahren tun musste. Sie nennt ihn einen lebenslangen Marxisten (ohne Fanatismus).

## Ehrungen
- 1952 Mitglied der American Academy of Arts and Sciences
- 1969 Mitglied der American Philosophical Society[5]
- 1976 Mitglied des National Institute of Arts and Letters[6]
- 1984 Aby-M.-Warburg-Preis
- 1987 MacArthur Fellow
- 1990 Korrespondierendes Mitglied der British Academy[7]

## Trivia
An seinem 70. Geburtstag im Jahre 1974 spendeten zwölf Künstler Grafiken zur Finanzierung seiner Stiftungsprofessur; diese trägt ihm zu Ehren seinen Namen. Diese zwölf Künstler waren: Jasper Johns, Ellsworth Kelly, Alexander Liberman, Stanley William Hayter, Roy Lichtenstein, André Masson, Robert Motherwell, Claes Oldenburg, Robert Rauschenberg, Frank Stella, Andy Warhol und Saul Steinberg.
Sein Bruder Morris Schapiro stiftete am 90. Geburtstag Meyer Schapiros 1 Million Dollar zum Erhalt der „Meyer Schapiro Professorship of Modern Art and Theory“.